# Beneharo
Beneharo foi um rei (mencey) guanche que reinou na menceyato de Anaga em Tenerife (Ilhas Canárias).
Beneharo assinado um tratado de paz em 1492 com Lope de Salazar, que tinha sido enviado pelo governador de Gran Canaria Francisco Maldonado. No entanto, com a chegada de Alonso Fernández de Lugo, em 1494, ele teve que enviar o guanarteme (rei aborígene de Gran Canaria) Fernando Guanarteme para organizar nova paz, porque alguns meses antes tinha sido um escravos em Anaga, tornando Beneharo retirar o apoio para os europeus. Graças a estas negociações, Beneharo renova paz.
Após a conquista, Beneharo foi trazida para a Península Ibérica por Alonso Fernández de Lugo para ser apresentado aos Reis Católicos com o resto do menceyes que apoiaram os espanhóis. Depois voltou para Tenerife, mas em 1497 foi banido para a ilha de Gran Canaria por ordem real. Ele voltou para Tenerife anos mais tarde, ele é mencionado como testemunhar alguns eventos formais entre 1522 e 1525.